# West Palm Beach
West Palm Beach és una ciutat i seu del comtat de Palm Beach a l'estat de Florida dels Estats Units d'Amèrica. Aquí hi trobem el Norton Museum of Art amb una col·lecció que inclou més de 5.000 obres, especialitzades en història de l'art europeu, art dels EUA i art xinès.

## Demografia
Segons el cens del 2008 West Palm Beach tenia 99.504 habitants. Segons el cens del 2000 tenia 82.103 habitants, 34.769 habitatges, i 18.253 famílies. La densitat de població era de 574,9 habitants/km².
Dels 34.769 habitatges en un 22,4% hi vivien nens de menys de 18 anys, en un 34,3% hi vivien parelles casades, en un 13,6% dones solteres, i en un 47,5% no eren unitats familiars. En el 37,6% dels habitatges hi vivien persones soles l'11,8% de les quals corresponia a persones de 65 anys o més que vivien soles. El nombre mitjà de persones vivint en cada habitatge era de 2,26 i el nombre mitjà de persones que vivien en cada família era de 3,02.
Per edats la població es repartia de la següent manera: un 0% tenia menys de 18 anys, un 9,8% entre 18 i 24, un 31,5% entre 25 i 44, un 21,4% de 45 a 60 i un 16% 65 anys o més.
L'edat mitjana era de 37 anys. Per cada 100 dones de 18 o més anys hi havia 94,8 homes.
La renda mitjana per habitatge era de 36.774 $ i la renda mitjana per família de 42.074 $. Els homes tenien una renda mitjana de 30.221 $ mentre que les dones 26.473 $. La renda per capita de la població era de 23.188 $. Entorn del 20,5% de les famílies i el 23,9% de la població estaven per davall del llindar de pobresa.

## Poblacions properes
El següent diagrama mostra les poblacions més properes.